# 仲里義竜ボクシングジム
仲里義竜ボクシングジム（なかざとよしたつボクシングジム）は大阪府大阪市大正区に所在するプロボクシングのジムである。
会長は2012年12月まで大阪府大阪市大正区に所在していた仲里・ATSUMIボクシングジムの会長を務めていた仲里義竜（トム仲里）。
仲里義竜会長は第32回全日本ジュニアライト級新人王である。

## 概要
2012年12月に仲里・ATSUMIボクシングジムが分裂したことにより誕生した。
仲里義竜ボクシングジムは大阪府大阪市大正区に建設され、ジムが完成するまでの間、所属選手は他のジムで練習を行っていた。
2013年6月2日、渥美ボクシングジムより6ヵ月遅れとなったが、ジム開きを行った。
2013年3月30日にIBF世界ミニマム級王座を獲得し、2013年6月時点で所属選手となっていた高山勝成へのライセンスの再交付の申請がJBCになされ、2013年7月12日にJBCで開かれた資格審査委員会において高山へのライセンスの再交付が認められた。この再交付を受けIBF王座の正式承認と国内での活動が可能になった。

## 主な所属選手
- 久高寛之（初代WBCインターナショナルフライ級シルバー王者。）
- 坂晃典（2012年西日本新人王MVP。2012年全日本フェザー級新人王西軍代表[5]。2012年全日本新人王決勝戦敗退[6]。第61代日本フェザー級王者、現日本スーパーフェザー級王者）
- 糸洲朝哉（2013年西日本新人王MVP[7]。2013年全日本新人王・西軍代表決定戦敗退[8]。）